# Milk and Honey (Album)
Milk and Honey (englisch ‚Milch und Honig‘) ist das achte Solo-Studioalbum von John Lennon nach der Trennung der Beatles und das dritte postum erschienene Album nach Lennons Tod im Jahr 1980. Gleichzeitig ist es einschließlich der drei Avantgarde-Alben mit seiner Frau Yoko Ono, des Livealbums der Plastic Ono Band, des Interviewalbums und der Kompilationsalben das insgesamt 15. Album John Lennons und das achte Album mit Yoko Ono. Gleichzeitig ist es auch das fünfzehnte Album von Yoko Ono. Es wurde am 23. Januar 1984 in Großbritannien und in den USA veröffentlicht.

## Entstehungsgeschichte

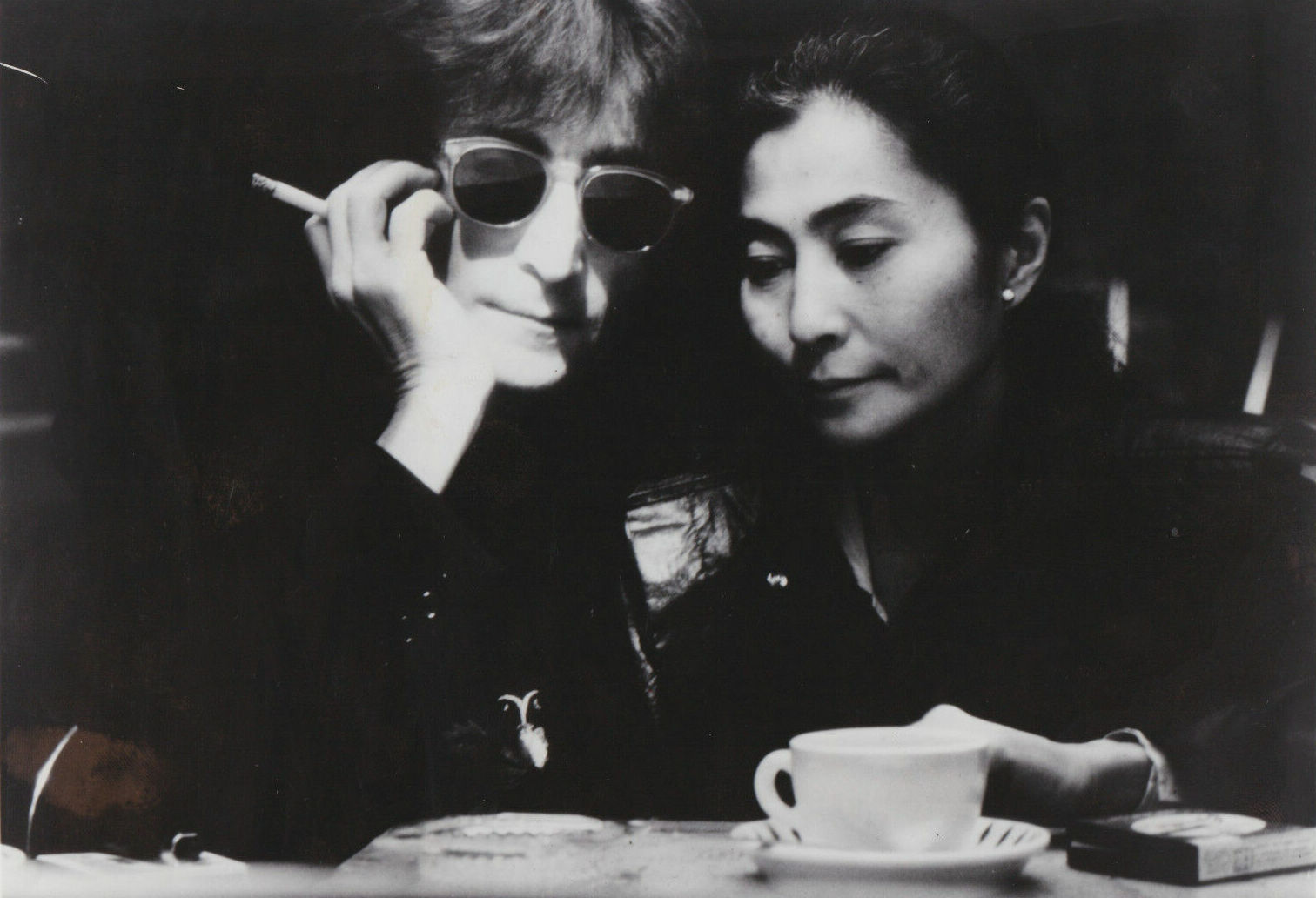
John Lennon und Yoko Ono, 1980

Milk and Honey ist das noch zu Lebzeiten von John Lennon geplante Folgeprojekt zu Double Fantasy, mit dem John Lennon nach seiner fünfjährigen Pause wieder ins Musikgeschäft einstieg. Die Ähnlichkeiten zum Album Double Fantasy waren beabsichtigt, so ähnelt sich das Gesamtkonzept der Schallplatte beim Cover, der Anordnung der Lieder und dem Wechsel zwischen Lennons und Onos Kompositionen.
Die Aufnahmen zu Double Fantasy begannen am 6. August 1980 in den New Yorker „Hit-Factory“-Studios. In den nächsten knapp zwei Wochen wurden folgende 22 Lieder aufgenommen, von diesen wurden 14 für Double Fantasy ausgewählt. Am 19. August 1980 waren die wesentlichen Aufnahmen beendet. Im September begann man mit der Einspielung von Overdubs sowie mit der Abmischung, die am 13. Oktober 1980 abgeschlossen wurde.
Die übrigen Lieder blieben vorerst in ihrer Rohfassung, lediglich Walking on Thin Ice wurde noch am 8. Dezember 1980 fertiggestellt.
Lieder von John Lennon:
1. (Just Like) Starting Over – (Double Fantasy)
2. Cleanup Time – (Double Fantasy)
3. I’m Losing You – (Double Fantasy)
4. Beautiful Boy (Darling Boy) – (Double Fantasy)
5. Watching the Wheels – (Double Fantasy)
6. Woman – (Double Fantasy)
7. Dear Yoko – (Double Fantasy)
8. I Don’t Wanna Face It
9. I’m Stepping Out
10. Borrowed Time
11. (Forgive Me) My Little Flower Princess
12. Nobody Told Me

Lieder von Yoko Ono:
1. Kiss Kiss Kiss – (Double Fantasy)
2. Give Me Something – (Double Fantasy)
3. I’m Moving On – (Double Fantasy)
4. Yes I’m Your Angel – (Double Fantasy)
5. Beautiful Boys – (Double Fantasy)
6. Every Man Has a Woman Who Loves Him – (Double Fantasy)
7. Hard Times Are Over – (Double Fantasy)
8. Walking on Thin Ice – (separate Single)
9. Don’t Be Scared
10. O’Sanity

Am 8. August 1980 wurde noch eine Probeaufnahme vom Yoko Ono-Lied Nobody Sees Me Like You Do eingespielt, die bisher aber nur auf Bootlegs erhältlich ist. Eine Neuaufnahme des Liedes erschien auf dem Yoko Ono-Album Season of Glass, das am 8. Juni 1981 in Großbritannien und am 12. Juni 1981 in den USA, sechs Monate nach dem Tod von John Lennon, veröffentlicht wurde.
Das Album Season of Glass wurde von Yoko Ono und Phil Spector in den Hit-Factory-Studios mit den Sessionmusikern von Double Fantasy produziert und auf dem Geffen-Label, wie auch Double Fantasy, veröffentlicht. Ob das Album potentielle oder geplante Lieder des Nachfolgealbums Milk and Honey beinhaltet, ist nicht geklärt. Die Lieder Goodbye Sadness und I Don't Know Why nehmen Bezug auf den Tod von John Lennon. Auf dem Cover war neben einem Glas Wasser die blutverschmierte Brille von John Lennon zu sehen, die er an seinem Todestag trug. In Großbritannien war dem Album noch zusätzlich die 7″-Single Walking on Thin Ice / It Happened beigelegt.
Das Nachfolgealbum von Yoko Ono It’s Alright (I See Rainbows) erschien in den USA im November 1982 und am 16. Dezember 1982 in Großbritannien, es wurde erneut in den „Hit-Factory“-Studios eingespielt, diesmal war allerdings Yoko Ono die alleinige Produzentin.
Im Jahr 1983 nahm Yoko Ono die Arbeiten an dem Album Milk and Honey wieder auf. Da zu diesem Zeitpunkt noch fünf Lieder von John Lennon, I’m Stepping Out, I Don’t Wanna Face It, Nobody Told Me, Borrowed Time und (Forgive Me) My Little Flower Princess und zwei von ihr, nämlich O’Sanity und Don’t Be Scared, von den originären Aufnahmen des Albums Double Fantasy übrig geblieben waren, fügte Yoko Ono noch zwei Homedemos dem Album hinzu, Grow Old With Me von John Lennon, an dem er bis November 1980 gearbeitet hatte, und das Yoko-Ono-Lied Let Me Count the Ways. Beide Demos waren laut Yoko Ono ursprünglich für das Album Double Fantasy vorgesehen, da sie aber im Studio nicht aufgenommen wurden, sollten die beiden Lieder für das nächste Album Milk and Honey fertiggestellt werden. Die Inspiration für Let Me Count the Ways und Grow Old With Me stammte von dem im 19. Jahrhundert lebenden britischen Dichter und Dramatiker Robert Browning und seiner Ehefrau Elizabeth Barrett Browning.
Yoko Ono nahm noch drei weitere Titel für das Album Milk and Honey auf: Sleepless Night, Your Hands und You’re the One. Das Lied You’re the One wurde nach dem Tod von John Lennon komponiert. Sleepless Night und Your Hands sollten, laut Yoko Ono, John Lennon bekannt gewesen sein. Die Abmischungen und weitere Bearbeitungen erfolgten in den A and R Studios und Sterling Sound Studios in New York sowie in den The Automatt Studios in San Francisco.
Der Titel Milk And Honey war vor Lennons Tod festgelegt worden. Der Ausdruck stammt aus der Bibel und beschreibt ein Land des Überflusses. Es war jedoch auch eine New Yorker Redewendung für ein Paar mit weißer und asiatischer Herkunft. Insgesamt wirkte das Album Milk and Honey im Vergleich zu Double Fantasy musikalisch rauer, was auch darauf zurückzuführen ist, dass die Lieder zu Lebzeiten von John Lennon nicht vollständig fertiggestellt wurden. Ob John Lennon und Yoko Ono im Jahr 1980 planten, das Album Milk and Honey in dieser Form zu veröffentlichen oder ob es beabsichtigt war, andere Lieder zu verwenden oder vorhandene Lieder neu aufzunehmen, bleibt spekulativ. Für Mitte Dezember 1980 waren weitere Aufnahmen mit den Musikern von Double Fantasy geplant.
John Lennon sagte im Dezember 1980 zu den zukünftigen Plänen: „Wir haben schon die Hälfte des nächsten Albums, und wir werden wahrscheinlich kurz nach Weihnachten (ins Studio) reingehen und es machen. Und wir reden bereits darüber, was die Ideen für das dritte Album sind, bereits angelegt und ich kann es kaum erwarten, weißt du.“
Die CD-Wiederveröffentlichung aus dem Jahr 2001 enthält unter anderen noch die Yoko-Ono-Komposition Every Man Has a Woman Who Loves Him von John Lennon gesungen; dieses Lied stammt von der Tribut LP Every Man Has a Woman für Yoko Ono, die im September 1984 veröffentlicht wurde. Die Fertigstellung des Titels erfolgte im Juli 1984, in dem der Harmoniegesang von John Lennon als Hauptgesang verwendet wurde.
Nach Meinungsverschiedenheiten mit David Geffen wechselte Yoko Ono am 3. Oktober 1982 zu Polydor, sodass Milk and Honey, wie schon das Yoko Ono-Album It’s Alright (I See Rainbows), auf diesem Label veröffentlicht wurde. Nach dem Auslaufen des Plattenvertrages mit Polydor gingen die Veröffentlichungsrechte der Aufnahmen John Lennons wieder zur EMI.
Im Lied I’m Stepping Out berichtet John Lennon, wie er dem Alltag und seinen Verstimmungen entflieht. I’m Stepping Out war das erste Lied, das während der Double Fantasy- / Milk and Honey-Sessions aufgenommen wurde. Die Aufnahme erfolgte am 6. August 1980.
I Don’t Wanna Face It drückt das Unbehagen von Lennon aus eine öffentliche Rolle einzunehmen.
Der Text zu Nobody Told Me ist eine gesellschaftspolitische und persönliche Analyse von John Lennon.
Der Text des Liedes Borrowed Time hat durch die Ermordung von John Lennon eine andere Bedeutung erlangt. John Lennon singt von den Vorteilen des Älterwerdens, aber auch, dass er mit geborgter Zeit lebt und keinen Gedanken an „Morgen“ verschwendet.
Der Text zu (Forgive Me) My Little Flower Princess ist ein Schuldeingeständnis gegenüber Yoko Ono, das Lied wurde im Reggae-Stil aufgenommen.
John Lennons Wunsch war es, dass sein Lied Grow Old with Me zukünftig bei Hochzeitsfeiern gespielt wird. Im November 1998 wurde das Lied mit einer zusätzlichen Orchestrierung von George Martin auf dem Boxset John Lennon Anthology veröffentlicht.
In Großbritannien erschien am 26. März 1984 zusätzlich eine limitierte Picture-Disc-LP.
Weitere Variationen von Liedern der Aufnahmesessions wurden im November 1998 auf dem Boxset John Lennon Anthology; sowie auf der Bonus-CD Home Tapes der Signature Box im Oktober 2010 veröffentlicht.

## Covergestaltung
Die Coverbilder entstanden während derselben Aufnahmesession wie die von Double Fantasy. Das Cover von Milk and Honey erschien allerdings in Farbe. Die Coverbilder wurden von Kishin Shinoyama fotografiert. Das Design stammt von Bill Levy und Bob Heimall.

## Titelliste
Seite 1
1. I’m Stepping Out (Lennon) – 4:06
2. Sleepless Night (Ono) – 2:34
3. I Don’t Wanna Face It (Lennon) – 3:22
4. Don’t Be Scared (Ono) – 2:45
5. Nobody Told Me (Lennon) – 3:34
6. O’Sanity (Ono) – 1:04

Seite 2
1. Borrowed Time (Lennon) – 4:29
2. Your Hands (Ono) – 3:04
3. (Forgive Me) My Little Flower Princess (Lennon) – 2:28
4. Let Me Count the Ways (Ono) – 2:17
5. Grow Old with Me (Lennon) – 3:07
6. You’re the One (Ono) – 3:56

Bonustitel
1. Every Man Has a Woman Who Loves Him (John Lennon-Version) (Ono) – 3:19 (erschien auf der Wiederveröffentlichung 2001)
2. I’m Stepping Out (Home Version) (Lennon) – 2:57 (erschien auf der Wiederveröffentlichung 2001)
3. I’m Moving On (Home Version) (Ono) – 1:20 (erschien auf der Wiederveröffentlichung 2001)
4. Interview with John and Yoko – December 8th 1980 – 21:55 (erschien auf der Wiederveröffentlichung 2001)

## Wiederveröffentlichungen
- Die Erstveröffentlichung im CD-Format erfolgte im Januar 1984 auf dem Polydor-Label[15]; im Oktober 1990 erfolgte eine Veröffentlichung von Capitol Records. Der CD liegt ein achtseitiges bebildertes Begleitheft bei, das die Liedtexte und Informationen zum Album beinhaltet.
- Im September 2001 wurde das Album in einer remasterten, aber nicht neu abgemischten Version, mit drei Bonusstücken und einem Interview, das fünf Stunden vor John Lennons Tod aufgenommen wurde, wiederveröffentlicht. Das Remastering erfolgte in den Sterling Sound Studios in New York unter der Aufsicht von Yoko Ono. Für das Remastering war George Marino verantwortlich. Der CD liegt ein 24-seitiges bebildertes Begleitheft bei, das Information zum Album und die Liedtexte enthält.[16]
- Im Oktober 2010 wurde das Album in einer erneut remasterten Version, diesmal in der originalen Abmischung und ohne Bonusstücke wiederveröffentlicht. Das Remastering fand im Jahr 2010 in den Abbey Road Studios durch Paul Hicks und Sean Magee statt. Projektkoordinator war Allan Rouse. Das Album hat ein aufklappbares Pappcover, dem ein 16-seitiges bebildertes Begleitheft beigegelegt ist, das Informationen zum Album und die Liedtexte beinhaltet. Das Design stammt von der Firma Peacock und Karla Merrifield.[17]

## Single-Auskopplungen

### Nobody Told Me
Im Vorfeld des Albums erschien am 9. Januar 1984 in Großbritannien und am 6. Januar in den USA die Single Nobody Told Me / O’Sanity.
In den USA wurden zwei verschiedene Promotion-Singles hergestellt: eine 7″-Vinyl-Single, die auf beiden Seiten Nobody Told Me enthält und eine 12″-Vinyl-Single, die die Lieder Nobody Told Me/O’Sanity enthält.
Die britische 7″-Promotion-Single ist einseitig bespielbar und enthält das Lied Nobody Told Me.

### Borrowed Time
Am 9. März 1984 wurde als zweite Single Borrowed Time / Your Hands veröffentlicht. In Großbritannien erschien auch die 12″-Vinyl-Maxisingle: Borrowed Time / Your Hands / Never say Goodbye, wobei das Lied Never say Goodbye von dem Yoko Ono-Album It’s Alright (I See Rainbows) stammt, sowie auch als 7″-Vinyl-Single, die sich in einem zusammengefalteten Poster befindet.
In den USA erschien die Single am 14. Mai 1984 mit einem anderen Cover. Die US-amerikanische Promotionsingle enthält auf der A-Seite eine gekürzte Version des Liedes, während die B-Seite die vollständige Version enthält.

### I’m Stepping Out
Am 16. Juli 1984 erschien I’m Stepping Out / Sleepless Night als dritte Single. In Großbritannien erschien auch die 12″-Vinyl-Maxisingle: I’m Stepping Out / Sleepless Night / Loneliness, wobei das Lied Loneliness ebenfalls von dem Yoko Ono-Album It’s Alright (I See Rainbows) stammt.
In den USA wurden die beiden letzten Singles in umgekehrter Reihenfolge veröffentlicht, so erschien die Single hier am 19. März 1984 mit einem anderen Cover. Die US-amerikanische Promotionsingle enthält auf der A-Seite eine gekürzte Version des Liedes, während die B-Seite die vollständige Version enthält.
Die deutsche Single enthält die gekürzte Version von I’m Stepping Out.

### Every Man Has a Woman Who Loves Him
Am 19. November 1984 wurde der Titel Every Man Has a Woman Who Loves Him als Single veröffentlicht, der während der Sessions zum Album Double Fantasy aufgenommen worden war, aber nicht auf der Langspielplatte erschien. In Großbritannien wurden auch Singles mit einer Posterbeilage hergestellt.
In den USA erschien die Single am 8. Oktober 1984. Die US-amerikanische Promotionsingle enthält auf beiden Seiten das Lied Every Man Has a Woman Who Loves Him.
Bei der B-Seite It’s Alright handelt es sich um eine Yoko Ono-Komposition, die von Sean Lennon eingesungen wurde.

### Weitere Singles
- In Kanada wurde in 1984 die Promotion-7″-Vinyl-Single I Don’t Wanna Face It veröffentlicht.[35]
- Am 30. April 1990 erschien in den USA die Single Nobody Told Me / I’m Stepping Out.[36]
- Im Oktober 2000 wurde in den USA die Promotion-7″-Vinyl-Single Every Man Has a Woman Who Loves Him (Lennon Version) / Every Man Has a Woman Who Loves Him (Ono Version) hergestellt.[37]

## Kommerzieller Erfolg

### Chartplatzierungen

#### Album
| ChartsChartplatzierungen       | Höchstplatzierung | Wochen/ Monate |
| ------------------------------ | ----------------- | -------------- |
| Deutschland (GfK)              | 20 (7 Wo.)        | 7 Wo.          |
| Österreich (Ö3)                | 12 (1 Mt.)        | 1 Mt.          |
| Schweiz (IFPI)                 | 15 (4 Wo.)        | 4 Wo.          |
| Vereinigte Staaten (Billboard) | 11 (19 Wo.)       | 19 Wo.         |
| Vereinigtes Königreich (OCC)   | 3 (13 Wo.)        | 13 Wo.         |

#### Singles
| Jahr | Titel            | Höchstplatzierung, Gesamtwochen, AuszeichnungChartplatzierungen (Jahr, Titel, , Platzierungen, Wochen, Auszeichnungen, Anmerkungen) | Höchstplatzierung, Gesamtwochen, AuszeichnungChartplatzierungen (Jahr, Titel, , Platzierungen, Wochen, Auszeichnungen, Anmerkungen) | Höchstplatzierung, Gesamtwochen, AuszeichnungChartplatzierungen (Jahr, Titel, , Platzierungen, Wochen, Auszeichnungen, Anmerkungen) | Anmerkungen                          |
| Jahr | Titel            | DE | UK | US | Anmerkungen                          |
| ---- | ---------------- | --- | --- | --- | ------------------------------------ |
| 1984 | Nobody Told Me   | DE55 (4 Wo.)DE | UK6 (6 Wo.)UK | US5 (14 Wo.)US | Erstveröffentlichung: 5. Januar 1984 |
| 1984 | Borrowed Time    | — | UK32 (6 Wo.)UK | — | Erstveröffentlichung: 9. März 1984   |
| 1984 | I’m Stepping Out | — | — | US55 (6 Wo.)US | Erstveröffentlichung: 11. Mai 1984   |

### Auszeichnungen für Musikverkäufe
| Land/Region                  | Auszeichnungen für Musikverkäufe (Land/Region, Auszeichnung, Verkäufe) | Verkäufe |
| ---------------------------- | ---------------------------------------------------------------------- | -------- |
| Kanada (MC)                  | Gold                                                                   | 50.000   |
| Vereinigte Staaten (RIAA)    | Gold                                                                   | 500.000  |
| Vereinigtes Königreich (BPI) | Gold                                                                   | 100.000  |
| Insgesamt                    | 3× Gold ·                                                              | 650.000  |

Hauptartikel: John Lennon/Auszeichnungen für Musikverkäufe

## Juristische Auseinandersetzung
Obwohl der Musikproduzent Jack Douglas an der Produktion dieser sieben Titel beteiligt war, wird er nicht als Koproduzent erwähnt. Im Juli 1981 reichte Douglas eine Klage gegen Yoko Ono wegen unbezahlter Tantiemen für seine Arbeit an Double Fantasy und Milk and Honey ein. Ono weigerte sich Zahlungen an Douglas zu leisten, da sie der Meinung sei, dass der abgeschlossene Vertrag mit ihm betrügerisch sei. Die Jury entschied im April 1984, dass Ono zu Unrecht Lizenzzahlungen von Douglas zurückgehalten hatte und dass er Anspruch auf 2,5 Millionen Dollar aus den Einnahmen von Double Fantasy und einen noch unbestimmten Anteil an den Einnahmen aus Milk and Honey hat.